# گیک

لپ‌تاپ یک گیک

گیک (به انگلیسی: Geek) یک اصطلاح عامیانه است و به کسی با رفتارهای عجیب و غیر متعارف گفته می‌شود؛ ولی معانی دیگری مانند، «متخصص یا علاقه‌مند رایانه» نیز دارد که بدان رایانه‌باز نیز می‌گویند. گیک در گذشته نوعی توهین محسوب می‌شد و به معنی دیوانه یا احمق بود، اما به مرور زمان و بعد از انقلاب دیجیتال، تغییر معنا داد.
گیک‌ها کارها را انجام می‌دهند، چون از آن‌ها لذت می‌برند؛ یا در آن‌ها مجالی برای ارزیابی قابلیت‌هایشان می‌بینند. مشوق اولیه آنان پول یا شهرت نیست. گیک‌ها معمولاً تمرکز بر موضوعی را مهم‌تر از نیاز به پذیرش اجتماعی می‌بینند. به همین دلیل، معمولاً روابط اجتماعی آنان کم است و از نظر دیگران آدم‌های عجیب و غریبی به نظر می‌رسند. این جداشدن از اجتماع ممکن است به دلیل شکل، موضوع یا عمق علاقه آنان باشد.

## واژه‌شناسی
گیک یک واژه در گویش انگلیسی است، به معنی انسان عجیب و غریب و فرد احمق. در گویش آلمانی نیز این واژه (به آلمانی: geck) به معنی ابله و احمق است. ریشه این واژه در زبان هلندی و آفریکانس هنوز موجود است (gek، به معنی دیوانه) و همچنین ریشه این لغت در گویش آلزاسی (Gickeleshut) به معنی کلاه دلقک دربار است.
در آمریکای شمالی و در قرن ۱۹ میلادی، این واژه به معنی دلقک سیرک بوده‌است. در نسخه ۱۹۷۶ فرهنگ واژگان زبان انگلیسی آمریکن هریتیج، تنها همین معنی (دلقک سیرک) برای این کلمه وجود دارد.
این واژه در اصل، در لغت بار منفی دارد و در روزهای اولیه ظهور خوره‌های رایانه یا علاقه‌مندان به کتاب و کمیک‌های علمی و تخیلی، در مدارس و دانشگاه‌ها از طرف عموم برای تحقیر آن‌ها استفاده می‌شده‌است. اما در یک مصادره گفتمانی، گیک‌ها شروع کردند به استفاده با افتخار از این واژه برای نامیدن خودشان؛ گیک و حتی فرهنگ آن آرام آرام به عنوان موضوعی نه خجالت‌آور که حتی افتخارآمیز برای کسانی که شور و علاقه بیش از حد معمول برای موضوعی دارند، تبدیل شد.

## انواع

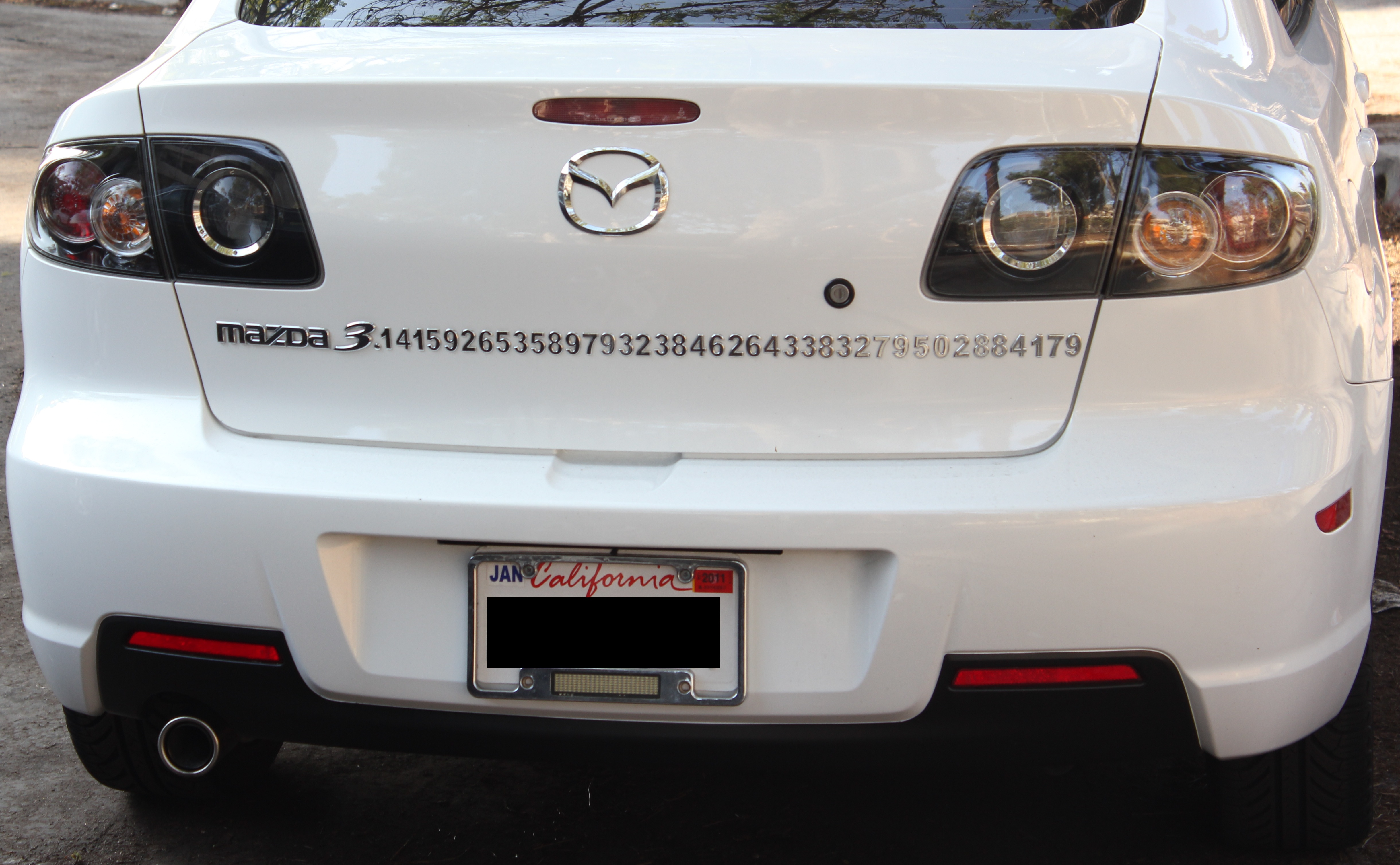
بسط عدد π "پی" در کنار لوگوی یک خودروی مزدا ۳؛ نمونه‌ای از ابراز علاقه به ریاضیات توسط یک گیک. پارک شده در دانشگاه کالیفرنیا، ارواین

گیک‌ها ممکن است خوره ریاضی، مهندسی، رایانه، بازی، کتاب، داستان مصور و ... باشند. اگرچه «گیک» بعد از انقلاب دیجیتال تغییر معنا داد، اما گیک بودن منحصر به یک نوع فعالیت خاص نیست. تعاریف مختلفی از یک گیک وجود دارد، از این رو انواع مختلفی نیز دارند:
- فردی که به فناوری به‌ویژه حوزهٔ رایانه و رسانه‌های دیجیتالی علاقه‌مند است. این نوع افراد به نوعی معادل واژهٔ کلاسیک هکر هستند. در بیش‌تر موارد فعالیت آنان در هک کردن سخت‌افزار یا نرم‌افزار خاص منجر به استفادهٔ بهتر و راحت‌تر عموم از آن می‌شود و سرقت اطلاعات صورت نمی‌گیرد. در کاربرد متداول امروز، بیشتر این افراد، گیک خطاب می‌شوند.
- فردی که سعی می‌کند شیوه‌های علمی و آکادمیک را به مسائل غیر علمی و غیر آکادمیک دنیای واقعی مرتبط سازد - برای مثال فردی که روشی را با استفاده از حساب دیفرانسیل و انتگرال برای محاسبهٔ میزان مواد لازم برای پختن یک کیک ارائه نموده‌است.
- فردی که خودش را غرق در یک مسئله یا موضوع خاصی می‌کند طوری‌که ممکن است از جریان زندگی عادی، خارج شود. این امر بر حسب اشتیاق بالای یک گیک به زمینه فعالیتش است.